# 朱永弘
朱永弘（1976年11月19日—）是臺灣籃球教練、前運動員，現擔任台灣職業籃球大聯盟高雄全家海神助理教練。

## 生平
朱永弘出身公館國小、公館國中、苗栗高商、國立臺灣體育學院，1994年4月朱永弘被宏福男籃向中華民國籃球協會登錄為球員，1994年5月朱永弘入選亞青24人名單，曾效力過漢記建設男籃、住聯男籃、臺銀男籃、達欣男籃與國軍培訓隊。
朱永弘高掛球衣後進入臺銀擔任行員，曾擔任國立臺灣大學籃球隊總教練五年，曾加入世新大學籃球隊教練團，2015年正式進入松山高中籃球隊教練團出任助理教練。2017年夏天朱永弘接掌北市大安籃球隊兵符，球隊106至108學年度皆止步在國中籃球聯賽資格賽階段。

## 外部連結
- 朱永弘在Eurobasket.com（球員）（英语）
- 朱永弘在Eurobasket.com（教練）（英语）